# Kōmeitō (1962)
El Kōmeitō (公明党?), conocido en español como el Partido del Gobierno Limpio, fue un partido político de Japón. Fue un partido de tipo centrista, aunque a veces clasificado como un partido de centro-derecha. Durante algunos años llegó a ser el tercer partido más importante de la escena política en Japón.

## Historia
La formación fue creada en enero de 1962 con el nombre de Kōmei Seiji Renmi (Liga del Gobierno Limpio) por la Soka Gakkai. En las elecciones de julio de 1962 el nuevo partido obtuvo nueve escaños en la Cámara de Consejeros.
Luego en noviembre de 1964 la formación fue renombrada a Kōmeitō. En ese tiempo, el partido estuvo muy afiliado con el Soka Gakkai, una organización de gran influencia en Japón que promovía el Budismo nichiren. Usualmente apoyaba al Partido Socialista de Japón (PSJ), y se posicionó en contra del Partido Liberal Democrático (PLD), el partido mayoritario en ese momento.
En 1968 catorce militantes fueron acusados de tener varios casos de voto por correo falsificado en Shinjuku, y ocho de ellos fueron condenados a penas de prisión por fraude electoral. En la década de 1960 el partido fue muy criticado por violar la separación entre iglesia y estado, y en febrero de 1970 los tres principales periódicos japoneses publicaron varios editoriales pidiendo la reorganización del partido. Finalmente, en 1971 los líderes del Kōmeitō se separarse de forma definitiva del Soka Gakkai.
En la década de 1980 el diario Akahata descubrió que numerosos miembros del Soka Gakkai habían estado recompensando con regalos a cambio de votos para el Kōmeitō, y también que muchos residentes de Okinawa habían cambiado sus direcciones para poder elegir a políticos del Kōmeitō.
Después de las Elecciones generales de Japón de 1993, cuando el PLD se convirtió en un partido de oposición, el Kōmeitō se convirtió en uno de los partidos gobernantes, liderado por el Nuevo Partido de Japón, y que incluía al Partido Socialista Democrático, el Partido de la Renovación de Japón, el Nuevo Partido Sakigake y el Partido Socialista de Japón. Sin embargo, en 1994, los últimos dos partidos abandonaron la coalición, y en julio, ambos volvieron a formar una coalición de gobierno con el PLD. El Kōmeitō nuevamente volvió a la oposición.
El 5 de diciembre de 1994, el Kōmeitō se dividió en dos partidos. Los diputados de la Cámara Baja y algunos diputados de la Cámara Alta formaron el Nuevo Partido Kōmeitō, y cinco días después, se unieron al Partido de la Nueva Frontera. Los otros, entre ellos los miembros de las asambleas locales y el resto de los diputados de la Cámara Alta, formaron el Kōmei. En 1998, el Partido de la Nueva Frontera se disolvió y antiguos miembros del Komeitō pasaron a formar parte del Partido de la Nueva Paz y el Club de la Reforma. Posteriormente, se unieron con el Kōmei en el mismo año y se convirtieron en el Nuevo Kōmeitō. El Nuevo Kōmeitō adoptó una agenda más conservadora que el antiguo Kōmeitō y en 1999 apoyó al partido gobernante, el Liberal Demócrata.

## Resultados electorales
Cámara de Representantes
| Elecciones | # de candidatos | # de votos     | % de votos | # de escaños | +/- | Gobierno              |
| ---------- | --------------- | -------------- | ---------- | ------------ | --- | --------------------- |
| 1967       | 32              | 2.472.371 (#4) | 5,38       | 25/486       |     | Oposición             |
| 1969       | 76              | 5.124.666 (#3) | 10,91      | 47/486       | 12  | Oposición             |
| 1972       | 59              | 4.436.755 (#4) | 8,46       | 29/491       | 18  | Oposición             |
| 1976       | 84              | 6.177.300 (#3) | 10,91      | 55/511       | 26  | Oposición             |
| 1979       | 64              | 5.282.682 (#4) | 9,78       | 57/511       | 2   | Oposición             |
| 1980       | 64              | 5.329.942 (#4) | 9,03       | 33/511       | 24  | Oposición             |
| 1983       | 59              | 5.745.751 (#3) | 10,12      | 58/511       | 25  | Oposición             |
| 1986       | 61              | 5.701.277 (#3) | 9,43       | 56/512       | 2   | Oposición             |
| 1990       | ¿?              | 5.242.675 (#3) | 7,98       | 45/512       | 11  | Oposición             |
| 1993       | ¿?              | 5.114.351 (#4) | 8,14       | 51/511       | 6   | Coalición (1993-1994) |
| 1993       | ¿?              | 5.114.351 (#4) | 8,14       | 51/511       | 6   | Oposición (1994-1996) |